# IV Кипрская когорта римских граждан
IV Кипрская когорта римских граждан (лат. cohors IV Cypria civium romanorum) — вспомогательное подразделение армии Древнего Рима.
Между 103 и 106 годом данное подразделение дислоцировалось в провинции Верхняя Мёзия. Оно приняло участие в дакийских войнах Траяна и в 110 году было упомянуто в составе гарнизона новообразованной провинции Дакия. Потом когорта была переведена в Верхнюю Мёзию (временно стояла лагерем в Бумбести). Отдельные части когорты были на северном побережье Чёрного моря.